# Agriculture en Allemagne

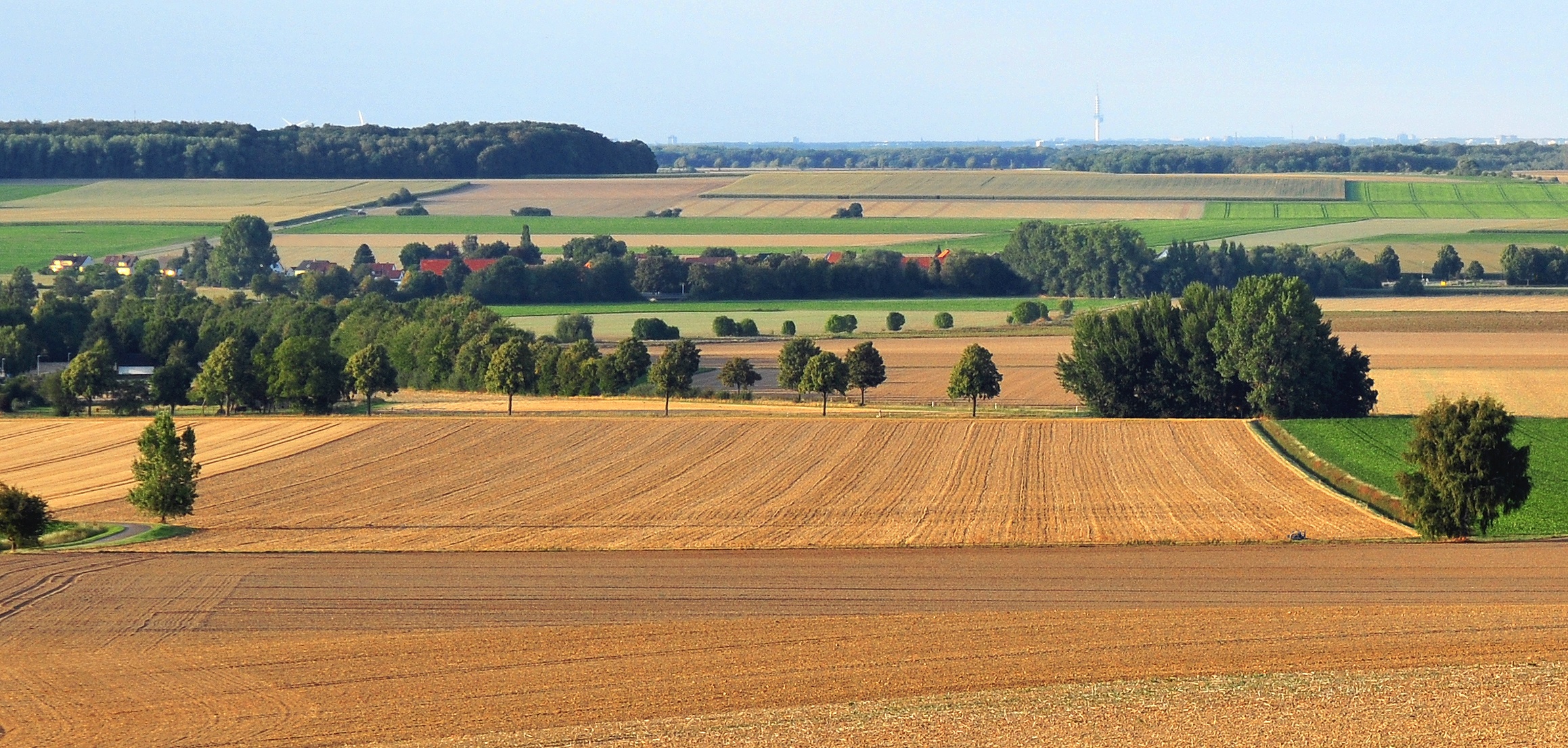
Paysage d'openfield dans l'arrondissement de Hildesheim en Basse-Saxe.

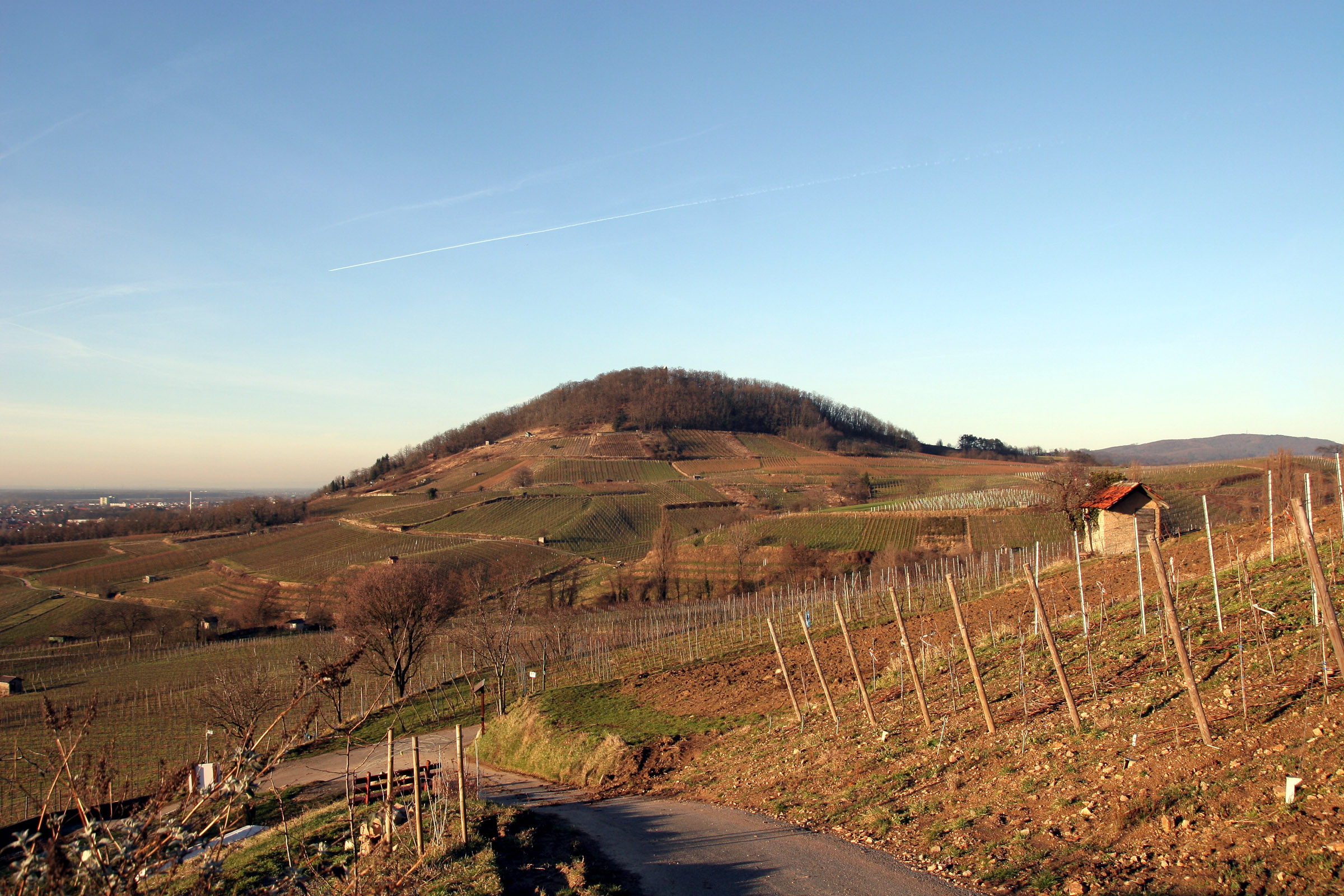
Vignoble près de la ville de Bensheim en Hesse.

L'agriculture en Allemagne produit, au début du XXIe siècle, avec le reste du secteur primaire, environ 1,1 % du PIB et représente 3 % de la population active, alors même que presque 35 % du territoire sont cultivés, soit 11,8 millions d'hectares, que l'ensemble des terres utilisés par l'élevage et l'agriculture représentent 55 % du territoire allemand, soit 17,2 millions d'hectares, et que 30 % du territoire sont utilisés par la sylviculture et la forêt. L'agriculture compte en 2011 pour 2,2 % de l'emploi allemand et 0,8 % du PIB du pays, mais le secteur agroalimentaire représente 8,6 % du PIB et 12,4 % des emplois du pays.

## Histoire

### Allemagne de l'Ouest

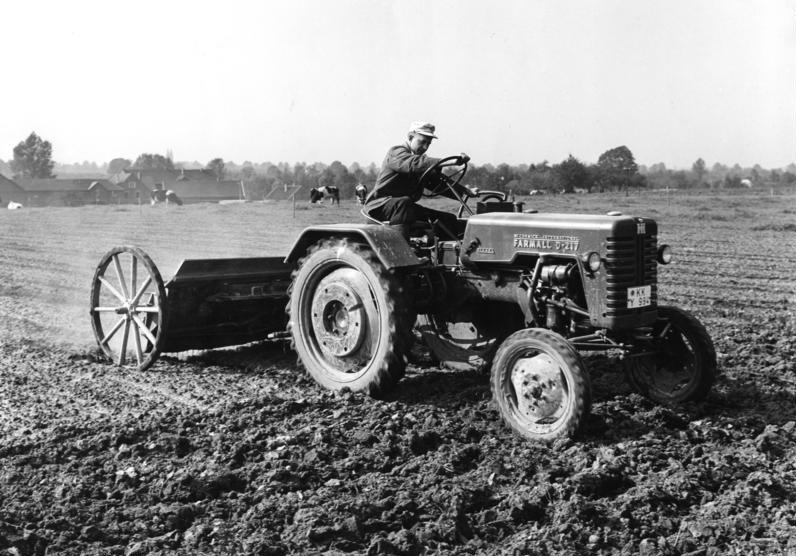
Machine agricole fertilisant le sol dans la commune de Viersen en Rhénanie-du-Nord-Westphalie durant l'année 1957.

En Allemagne de l'Ouest, le nombre d'exploitations agricoles est en diminution constante depuis le début du XXe siècle, passant de 1,6 million d'exploitations à 630 000 en 1990, obligeant à des remembrements en 1953 et en 1976. Cette diminution est le fait d'une mécanisation croissante de l'agriculture, ainsi que d'une augmentation des coûts fixes et de la productivité, qui poussent les agriculteurs à augmenter la taille de leur exploitation. Ainsi, en 1980, 5 % des exploitations avaient plus de 50 hectares, en représentant 25 % de la SAU. En 1997, ce chiffre est passé à 13 %. En 1950, un agriculteur produisait ainsi pour 10 personnes, alors qu'en 1996 il produisait pour 108 personnes. Mais malgré les nombreux remembrements faits aux XIXe et XXe siècles et l'augmentation de la taille des exploitations agricoles, celle-ci est encore relativement petite par rapport aux pays voisins : 75 % des exploitations ont ainsi une superficie de moins de 20 ha, soit près de 37 % de la surface agricole utile.
Ces exploitations d'Allemagne de l'Ouest sont caractérisées par des structures familiales, avec relativement peu de travail salarié, soit environ 750 000 employés pour 630 000 exploitations.

### Allemagne de l'Est

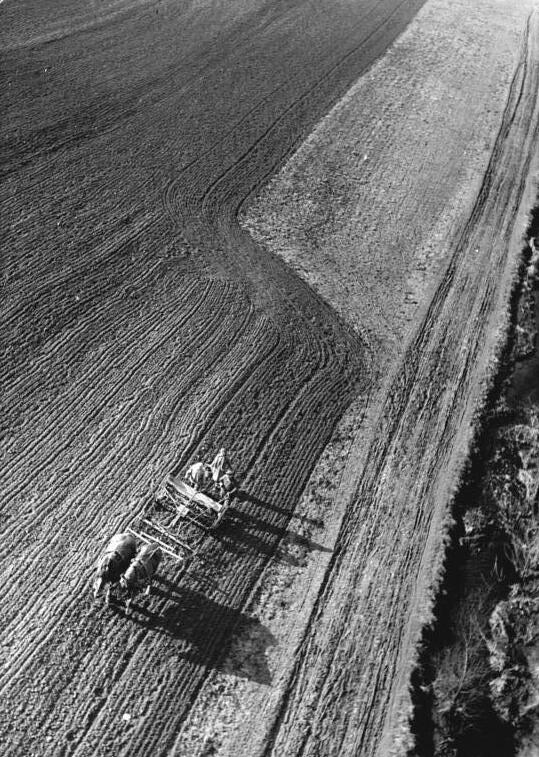
Semis de printemps près de Weißenfels en Saxe-Anhalt dans la RDA en 1953.

L'aristocratie foncière, notamment les Junkers, était très présente en Allemagne de l’Est avant 1939. De 1952 à 1960, la collectivisation a fortement modifié la structure agraire, la quasi-totalité des exploitations étant devenues de gigantesques exploitations agricoles sous forme de coopératives, ou d'entreprises d'État. Le nombre d'exploitations agricoles passe ainsi à 5 100 unités qui détiennent en moyenne 4 400 hectares.
Après la réunification allemande et une importante crise de production, ces structures ont subsisté en partie, malgré la loi de restructuration de l'agriculture (Landwirtschaftsanpassungsgesetz) prise en 1990 (mais abrogée le 31 décembre 1991), qui avait pour objectif de privatiser la propriété foncière et de supprimer les coopératives et les entreprises d'État, en permettant le retrait des membres et des salariés des coopératives, le partage des terres, du matériel et du capital, la restitution des terres aux anciens propriétaires, ainsi que la possibilité pour la coopérative de changer de statut juridique. Mais les trois quarts des anciennes structures sont restées des coopératives, ou sont devenues des sociétés par actions, avec le soutien des membres des coopératives. Ainsi, en 1997, il n'y avait qu'environ 14 000 exploitations vendues ou restituées, soit environ 20 % de la superficie de l'Allemagne de l'Est.

## Structure agricole

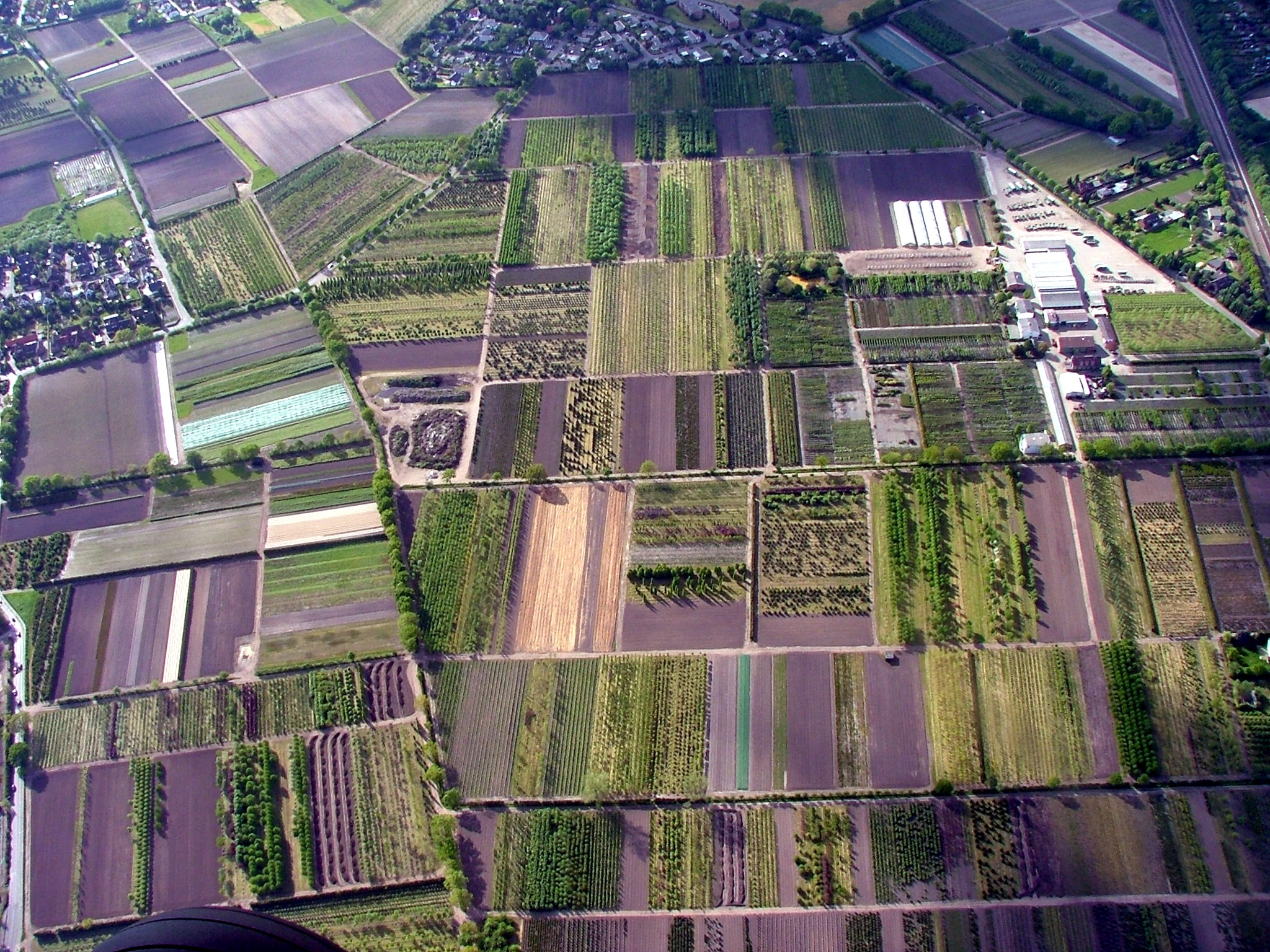
Pépinière dans la commune de Halstenbek au nord-ouest de Hambourg.

En 1997, la taille moyenne d'une exploitation agricole en Allemagne était de 32,1 hectares, de 24,7 hectares en Allemagne de l'Ouest et de 201,7 hectares en Allemagne de l'Est, les plus grandes exploitations se trouvant dans le land du Mecklembourg-Poméranie-Occidentale avec une moyenne de 272,2 hectares, ainsi qu'en Schleswig-Holstein, en Basse-Saxe, en Westphalie et Bavière, alors que les petites exploitations se situent dans le land de Bade-Wurtemberg avec une moyenne de 17,9 hectares, un land marqué longtemps par un émiettage du parcellaire dû à des types d'héritages à parts égales entre les héritiers.
L'agriculture allemande, comme pour le reste des pays développés, est marquée par la chute de la population agricole et du nombre d'exploitations. Alors qu'en 1950, 2 millions d'exploitations employaient 4 millions de personnes à plein temps, en 1997 il n'y avait que 485 000 exploitations avec 650 000 actifs agricoles. Ainsi la population agricole, qui représentait presque un cinquième de la population active en 1950, n'en représente qu'environ 3 % à la fin du XXe siècle. Ce chiffre tombe à 335 000 exploitations en 2009 avec une taille moyenne de 46 hectares, avec 33 hectares en moyenne à l'Ouest et 183 hectares en moyenne à l'Est.
La diminution de la population agricole s'est faite en parallèle avec l'augmentation de la taille des exploitations, qui contraint les agriculteurs à cultiver leur exploitation en fermage, comme dans 91 % des terres cultivés en Allemagne de l'Ouest et dans 50 % des terres cultivés en Allemagne de l'Est. Mais cette augmentation de la taille des exploitations ne suffit souvent pas à subvenir aux besoins des agriculteurs et près de 59 % des exploitations ne sont qu'une source de revenus secondaire pour les exploitants, qui sont obligés de travailler à côté, soit en ville, soit en faisant du tourisme agricole pour compléter leur revenu, de par des exploitations de trop faibles tailles qui ne les occupent qu'à temps partiel. Mais la concentration des exploitations a été plus importante dans l'élevage, qui est devenu de plus en plus intensif notamment dans l'aviculture, l'élevage porcin et l'élevage laitier.

## PAC
Depuis 1960 en RFA, la politique agricole est en grande partie gérée par la PAC et l'Union européenne notamment sur les politiques de prix et le commerce extérieur, souvent malgré d'importantes négociations de la part des représentants agricoles et des pays membres. La PAC s'est illustrée par d'importantes subventions au monde agricole ayant pour but, dans un premier temps, d'augmenter la production agricole et depuis essentiellement 1992, de promouvoir une agriculture plus écologique et un développement rural, en limitant l'apport d'engrais et en gelant certaines terres, pour les mettre en jachères, tout en ayant des fonds spéciaux pour les régions agricoles en difficulté, notamment les zones de montagnes.

## Production générale et régionale

### Principales productions

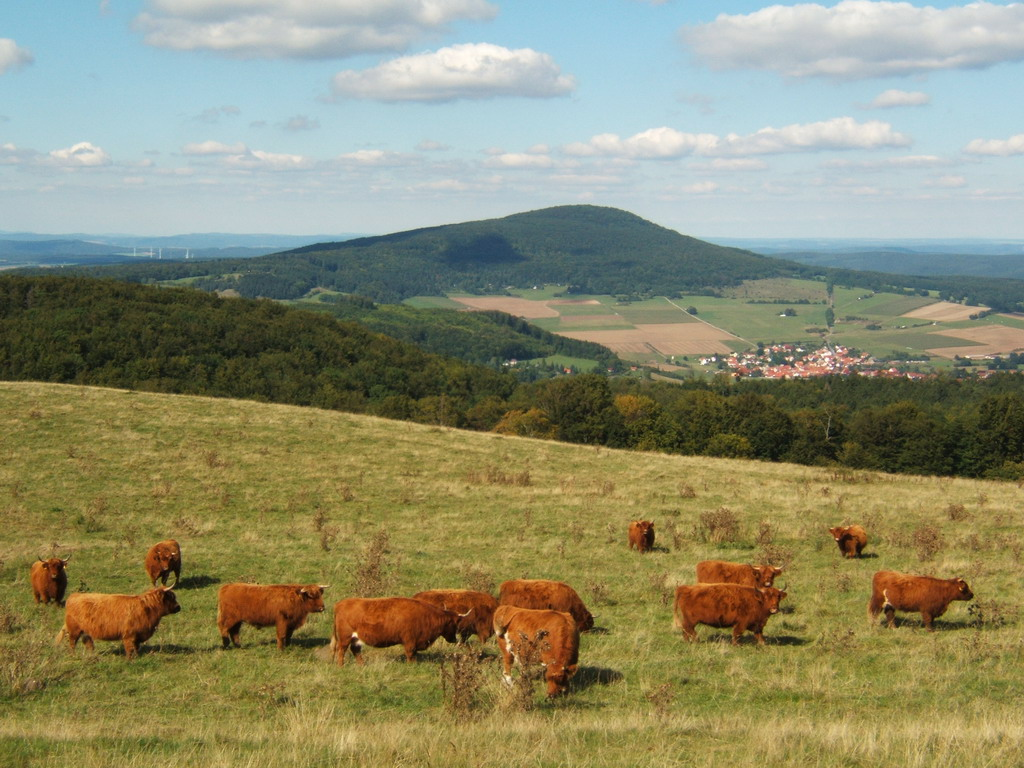
Élevage bovin de la race Highland dans le massif de la Rhön en Thuringe.

#### Élevage
L'élevage est très important dans le pays en représentant 57 % du chiffre d'affaires de l'agriculture en Allemagne en 2008, l'élevage laitier représente à lui seul 25 %, l'élevage porcin 18 %, l'élevage bovin 8,5 % et l'élevage de volailles 5,4 %. Le cheptel est composé de 26,5 millions de têtes de porcs en 2004, ce qui fait de l'Allemagne le 4e producteur mondial, et de 13,4 millions de têtes de bovins, en forte diminution de par les quotas laitiers de la PAC. En 2014, l'Allemagne est néanmoins le premier producteur européen de lait de vache, avec 4,3 millions de tonnes collectées en 2014. L'Europe produisant trop de lait à la suite de la fin des quotas laitiers, le prix du lait conventionnel baisse, avec des conséquences sur la viabilité des exploitations.
Après éclosion, les poussins mâles sont immédiatement tués, généralement par broyage, la filière jugeant qu’il n’est pas rentable de les nourrir. Chaque année, 45 millions de poussins sont tués.
Sollicitée sur cette question, la Cour administrative fédérale allemande estime en 2019 que les intérêts économiques des éleveurs de poules pondeuses primaient sur le bien être animal, les éleveurs estimant que les mâles n’ont pas d’utilité dans la filière et coûtent trop cher à élever.

#### Cultures
Les principales productions agricoles sont :
- la betterave à sucre avec une production de 25,5 millions de tonnes en 2004, qui fait de l'Allemagne le 3e producteur mondial,
- la pomme de terre avec une production de 13 millions de tonnes, au 7e rang mondial,
- le blé avec une production de 25,3 millions de tonnes, au 6e rang mondial et qui occupe près de 20 % des surfaces cultivées,
- l'orge avec une production de 13 millions de tonnes, au 3e rang mondial,
- le seigle avec une production de 3,8 millions de tonnes, au 3e rang mondial,
- le colza,
- les choux,
- plus ponctuellement des fruits et légumes,
- le vin avec en 2006 1 million de tonnes de vin.

La production de céréales est globalement en hausse, alors que celle de la pomme de terre et des betteraves est en diminution.
En 2018, l'Allemagne a produit :
- 26,1 millions de tonnes de betterave à sucre (4e producteur mondial), qui sert à produire sucre et éthanol;
- 20,2 millions de tonnes de blé (10e producteur mondial);
- 9,5 millions de tonnes d'orge (3e producteur mondial, seulement derrière la Russie et la France);
- 8,9 millions de tonnes de pomme de terre (7e producteur mondial);
- 3,6 millions de tonnes de colza (6e producteur mondial);
- 2,2 millions de tonnes de seigle (1re producteur du monde);
- 1,9 million de tonnes de triticale (2e producteur mondial);
- 1,4 million de tonnes de raisin (16e producteur mondial);
- 1,2 million de tonnes de pomme (12e producteur mondial);
- 3,3 millions de tonnes de maïs
- 604 000 tonnes de chou
- 625 000 tonnes de carotte
- 577 000 tonnes d'avoine
- 409 000 tonnes d'oignon

17 % de la surface cultivée sont destinés à la production d'agrocarburants en 2008, quand l'horticulture en représente 1,3 % avec 220 000 hectares. La viticulture représente 100 000 hectares en 2009.

### Agriculture biologique
Si les AMAP sont peu nombreuses (144 fin 2014 contre plus de 1600 en France), l'agriculture biologique, qui s'est développée en Allemagne dans les années 1960, a longtemps concerné une part plus importante de surface qu'en France. Les consommateurs allemands plébiscitent les produits biologiques.
En 2009, l'agriculture biologique représente 6 % de la surface cultivée et 6,3 % des exploitations agricoles.
Néanmoins, au début des années 2010, environ 5 % des agriculteurs biologiques repassent en conventionnel (sur un total de 23 000 agriculteurs biologiques), en raison de la concurrence sur les produits bio par la Pologne ou les pays hors UE (pays baltes...).

### Production régionale

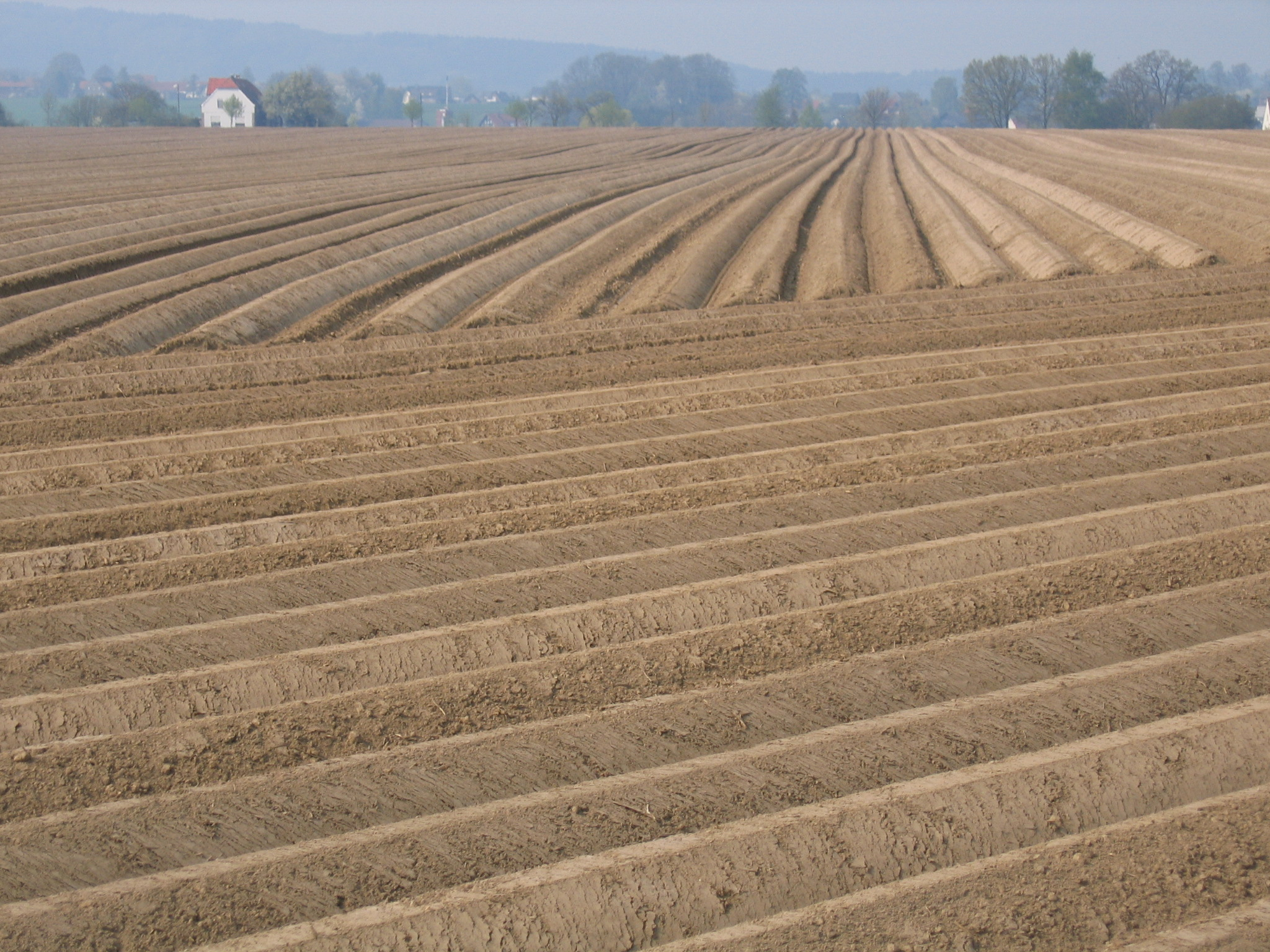
Culture de la pomme de terre dans l'arrondissement de Herford en Rhénanie-du-Nord-Westphalie.

La céréaliculture et la production de betteraves à sucre sont les principales cultures de la plaine d'Allemagne du Nord.
Dans ces régions, les terres les plus fertiles telles que les régions lœssiques de Börde, de Magdebourg et de la région entre Halle (Saale) et Leipzig sont souvent cultivées avec des cultures exigeantes telles que le blé, l'orge, le maïs et les betteraves à sucre ; alors que les sols plus pauvres le sont par les cultures du seigle, de l'avoine, des pommes de terre et des betteraves fourragères. Les régions du sud de l'Allemagne, en particulier la Bavière et le Bade-Wurtemberg, sont davantage des régions de polyculture.
L'élevage et les pâturages dominent dans le Schleswig-Holstein, les Marschen, les régions côtières notamment près de la Frise et les régions de moyenne montagne, où est également pratiqué du maraîchage. Cependant l'élevage s'est petit à petit déconcentré de ces régions en étant maintenant présent sur une très grande partie du territoire, même en Allemagne de l'Est où est produit par exemple du lait concentré.
Enfin, presque toutes les grandes villes sont entourées de cultures maraîchères, alors que les vallées du Rhin, de la Moselle, de la Sarre, du Main, du Neckar, voire de l'Elbe connaissent une viticulture renommée.

## Sylviculture et pêche

### Sylviculture

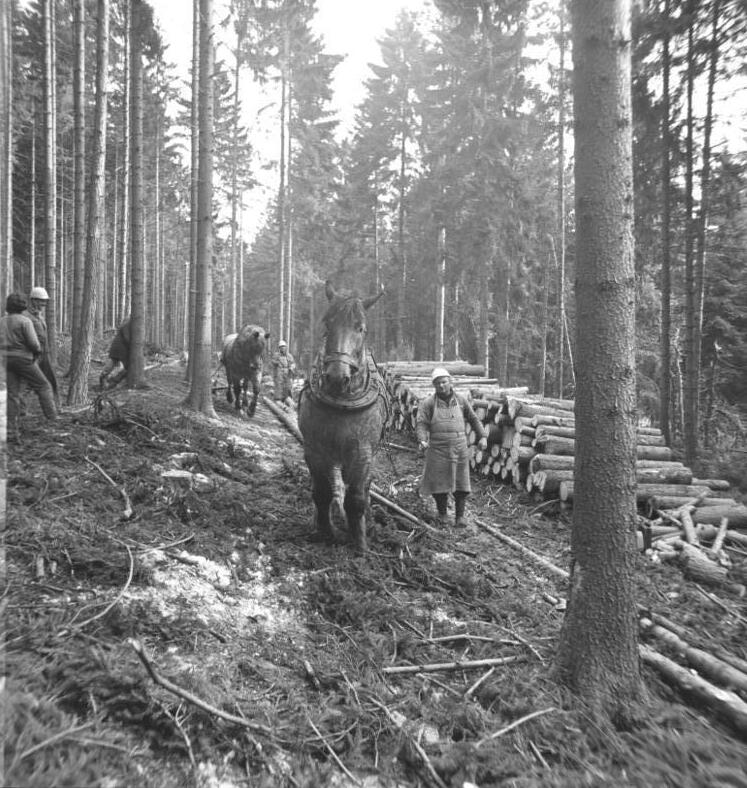
Bois de coupe tiré par des chevaux, en RDA, en 1982.

Si la sylviculture est un secteur important, le volume des coupes est cependant en baisse depuis 1990, atteignant 62 millions de m³ en 2006. La sylviculture est principalement présente dans le sud-ouest du pays, dans les massifs au centre de l'Allemagne et dans les Alpes, ainsi que dans la région du Mecklembourg.
Les conifères sont prédominants dans les exploitations forestières. La production couvre environ la moitié des besoins en bois du pays, le reste provenant essentiellement d'Autriche, de Scandinavie et de l'Europe de l'Est. Les forêts sont en Allemagne de l'Est, généralement gérées par des institutions publiques, alors qu'à l'Ouest seulement environ la moitié des superficies forestières le sont.

### Pêche
La pêche est un secteur plutôt secondaire en Allemagne, son poids a diminué depuis les années 1970. Elle est remplacée petit à petit par les importations, à cause notamment de l'épuisement des ressources halieutiques en mer du Nord, et n'est que faiblement compensée par la pêche en haute mer.
Les principales villes portuaires allemands sont Brême, Bremerhaven, Hambourg, Cuxhaven et Kiel. En 2005, les prises totales de la pêche allemande sont estimées à 330 000 tonnes.